# Brüggemann-Gruppe
Die L. Brüggemann GmbH & Co. KG ist ein unabhängiges Familienunternehmen mit Stammsitz in Heilbronn, Deutschland. Sie ist Teil der Brüggemann-Gruppe und tätig in den Bereichen Kunststoffadditive, Industriechemikalien und Alkohol.

## Geschichte

### Von der Gründung bis zur Nachkriegszeit
Im Jahr 1868 gründete Louis Brüggemann (1825–1900) eine Fabrik zur Vergärung von Melasse und zum Brennen von Alkohol in der Holzstraße in Heilbronn. Durch das Reichsbranntweinsteuergesetz von Bismarck im Jahr 1887 wuchs das Unternehmen stark. Der erste Standort wurde zu klein und 1900 zog das Unternehmen in ein neues Werk in der Salzstraße und Walter Brüggemann (1869–1958), der Sohn des Gründers, übernahm die Geschäftsleitung.
Gegen Ende des Zweiten Weltkriegs wurde der Hauptsitz bei Luftangriffen auf Heilbronn 1944 weitgehend zerstört. Nach dem Krieg erfolgte ein Wiederaufbau. 1950 wurde das Werk vergrößert und die Herstellung von Zinkoxiden und -carbonaten begann. 1970 kam die Produktion von Kunststoffadditiven hinzu. 1978 übernahm Ludwig Brüggemann die Unternehmensleitung. Bis 2017 war er Haupteigentümer der L. Brüggemann KG.

### Internationale Expansion
Im Jahr 1990 eröffnete das Unternehmen eine Vertriebsniederlassung in den USA, im Jahr 2006 erfolgte eine Eröffnung in Hongkong. Im Jahr 2000 wurde mit Royal Nedalco B.V., Niederlande, ein Joint Venture für den Bereich Ethanol gegründet, die Brüggemann Alcohol GmbH & Co. KG, die zu jeweils 50 % im Besitz der L. Brüggemann KG und der niederländischen Royal Nedalco B.V. war. 2009 verkaufte die Brüggemann KG ihre Anteile an diesem Joint Venture an den Partner Nedalco. Das frühere Joint Venture wurde in Nedalco Alcohol GmbH & Co. KG umbenannt, und Brüggemann gründete für seine Alkoholaktivitäten ein neues Unternehmen, die BrüggemannAlcohol Heilbronn GmbH.
2011 begann die Brüggemann-Gruppe eine Kooperation mit dem Stromversorger Zeag. Ziel der beiden Unternehmen war Umweltentlastung durch Energieerzeugung aus reproduzierbaren Rohstoffen. Bei der Energiegewinnung wurde Ethanol als Brennstoff genutzt. Weiterhin wurde für dieses Projekt eine Energiezentrale am Stammsitz in Heilbronn gebaut.
Ein Jahr später übernahm die Brüggemann-Gruppe die Ethanol-Produktionsanlagen in Lutherstadt Wittenberg von der Bundesmonopolverwaltung für Branntwein und gründete die BrüggemannAlcohol Wittenberg GmbH. Außerdem erfolgte in diesem Jahr auch die Gründung der Brüggemann Services GmbH, welche Dienstleistungen im Bereich Umwelt-, Sicherheits- und Chemikalienmanagement anbietet. 2012 richtete das Unternehmen zudem ein Kautschukentwicklungslabor zwecks Datengenerierung, Produktentwicklung und Durchführung von kundenspezifischen Tests im Bereich Zinkderivate ein.

### Entwicklung seit 2017
2017 verkaufte der damals 78-jährige Ludwig Brüggemann im Rahmen einer Nachfolgeregelung seine Anteile an die in der Chemieindustrie aktive Frankfurter Unternehmer-Familie Ayles. Gleichzeitig beendete er seine Tätigkeiten als Geschäftsführer und verblieb in beratender Tätigkeit.
Während der Covid-19-Pandemie im Jahr 2020 stellten die Niederlassungen in Heilbronn und Wittenberg in Dauerbetrieb Ethanol her aufgrund der großen Nachfrage nach Alkohol für die Herstellung von Desinfektionsmitteln. Im selben Jahr eröffneten zwei Neubauten auf dem Werksgelände in der Salzstraße. In einem der Gebäude wurde eine Produktionsanlage für Polymeradditive in Pulver- und Granulatform installiert, in dem anderen entstand eine Produktionsanlage für Reduktionsmittel inklusive eines Sprühtrockners für Mikrogranulate, die an das werkseigene Blockheizkraftwerk angeschlossen ist.
2022 akquirierte die Brüggemann-Gruppe das Unternehmen Auserpolimeri. Dieses Unternehmen mit Sitz in Piano di Coreglia, Italien, ist spezialisiert auf das Pfropfen von Polymeren durch reaktive Extrusion. Das Unternehmen, welches vorher zur Eigenmann & Veronelli-Gruppe gehörte, war im Markt für technische Polymere insbesondere für hochwertige technische Beratung und kontinuierliche Produktweiterentwicklung bekannt.
Da das Kohlekraftwerk Heilbronn bis spätestens 2035 abgeschaltet werden soll, errichtete die Brüggemann-Gruppe ein neues Biomassekraftwerk am Stammsitz zusätzlich zu dem bestehenden Blockheizkraftwerk. Das Werk wurde 2023 in Betrieb genommen und senkte den Co2-Ausstoß für die Dampfproduktion um 80 %.

## Unternehmensstruktur
Die L. Brüggemann GmbH & Co. KG besitzt Tochtergesellschaften in Heilbronn, Lutherstadt Wittenberg, Piano di Coreglia (Italien), USA und Hongkong.

## Produkte
Die Brüggemann-Gruppe ist tätig in den Bereichen Kunststoffadditive, Industriechemikalien und Ethanol.

### Kunststoffadditive
Das Unternehmen entwickelt und produziert Hochleistungsadditive für technische Thermoplaste und Kunststoffe mit Schwerpunkt Polyamid, welche unter dem Warennamen Bruggolen angeboten werden. Dazu gehören Hitze-, Verarbeitungs- und Lichtstabilisatoren, Prozesshilfsmittel und Modifikatoren. Die Kunststoffadditive werden im Bereich Spritzguss und Extrusion sowie in der Verpackungs- und Faserindustrie angewendet. Die Nachfrage nach Polymeren mit hoher Festigkeit und Beständigkeit bei hohen Temperaturen stieg vor allem durch die Wende zur E-Mobilität. Unter anderem entwickelte das Unternehmen deswegen die Bruggolen TP-H1805, welche Temperaturen über 200 Grad Celsius standhalten. Für die Keimbildung entwickelte Brüggemann Bruggolen P22 und TP-P1401, um die Formstabilität zu verbessern.
Zudem entwickelte das Unternehmen eine Reparaturtechnologie für das werkstoffliche Recycling von Polyamiden. Hier produziert die Unternehmensgruppe Additive, welche Schäden ausgleichen und die Leistung von Rezyklaten steigern.
Seit der Akquisition von Auserpolimeri produziert die Brüggemann-Gruppe auch Haftvermittler, Kompatibilisatoren und Schlagzähmodifikatoren.

### Industriechemikalien
Der Geschäftsbereich Industriechemikalien umfasst die Produktgruppen Reduktionsmittel und Zinkderivate. Die auf Schwefel basierenden Reduktionsmittel, die unter dem Namen Brüggolit vermarktet werden, finden hauptsächlich Anwendung als Initiatoren bei der Herstellung von Polymerdispersionen. Im Bereich Zinkderivate betreibt Brüggemann die Herstellung von aktiven Zinkoxiden und Zinkcarbonaten, die hauptsächlich in der Kautschukindustrie Anwendung finden.
Weiterhin entwickelte das Unternehmen Vulkanisationsaktivatoren mit dem Namen ZnO Pro als Substitution von konventionellem thermischen Zinkoxid. Diese werden für die Vulkanisation von Gummi auf Schwefelbasis genutzt, unter anderem für die Produktion von Konsumgütern oder Reifen. Durch ZnO Pro konnte die Menge an Zink reduziert werden, ohne mechanische Eigenschaften oder das Vulkanisationsverhalten zu beeinträchtigen.

### Ethanol
An den Standorten Heilbronn und Wittenberg rektifiziert Brüggemann Rohalkohol zu reinem Ethanol. Dieses wird in der Pharmaindustrie, in Apotheken und Kliniken, in der Kosmetik- und Lebensmittelbranche sowie in der chemischen Industrie eingesetzt.

## Soziales Engagement (Auswahl)
Der ehemalige Inhaber Ludwig Brüggemann unterstützte mit der Brüggemann-Gruppe langjährig die Heilbronner Initiative Südstadtkids. Weiterhin unterstützte die Brüggemann-Gruppe in der Vergangenheit die Aktion Menschen in Not. 2011 wurde die Heilbronner Bürgerstiftung für die Sanierung des Walderholungsheims mit einer Geldspende im sechsstelligen Bereich unterstützt.